# Esna (Roosna-Alliku)
Esna – wieś w Estonii, w prowincji Järva, w gminie Roosna-Alliku.